# حسن زاهدی (صدابردار)
حسن زاهدی (زادهٔ ۸ مهر ۱۳۲۵ در تهران) صدابردار و بازیگر اهل ایران است. او آموزش صدا را با گذراندن یک دوره تخصصی به عنوان تکنسین صدا در دانشکده صدا و سیما آغاز کرد از مهمترین فعالیت‌های وی می‌توان به صدابرداری فیلم کلوزآپ (فیلم) و خاک‌آشنا و اجاره‌نشین‌ها و درباره الی اشاره کرد. وی فارغ‌التحصیل رشته صدا و الکترونیک از کالج پلیموث است.
۲۹ مرداد ۱۳۹۸ مراسم نکوداشت‌های بیست و یکمین جشن سینمای ایران (خانه سینما) برای حسن زاهدی به همراه ۳ هنرمند دیگر در تالار ایوان شمس تهران برگزار شد.

## بازیگر
- حمال طلا (۱۳۹۷)
- ایتالیا ایتالیا (فیلم) (۱۳۹۵)
- استرداد (فیلم ۱۳۹۰) (۱۳۹۰)
- مزاحم (فیلم ۱۳۸۰) (۱۳۸۰)

## صدابردار
- ایران برگر (۱۳۹۳)
- گینس (فیلم) (۱۳۹۳)
- مزار شریف (فیلم) (۱۳۹۳)
- افق عمودی است (۱۳۹۲)
- استرداد (فیلم ۱۳۹۰) (۱۳۹۰)
- خودزنی (۱۳۹۰)
- آمین خواهیم گفت (۱۳۸۹)
- پرتقال خونی (۱۳۸۹)
- دختران (۱۳۸۸)
- شکلات داغ (۱۳۸۸)
- پنالتی (۱۳۸۷)
- خیابان بیست و چهارم (۱۳۸۷)
- درباره الی(۱۳۸۷)
- سایه وحشت (۱۳۸۷)
- خاک‌آشنا (۱۳۸۶)
- خواب لیلا (۱۳۸۶)
- بی وفا (۱۳۸۵)
- پسران آجری (۱۳۸۵)
- پابرهنه در بهشت (۱۳۸۴)
- چهارشنبه‌سوری (فیلم) (۱۳۸۴)
- دم صبح (۱۳۸۴)
- جنایت (۱۳۸۲)
- داستان ناتمام (۱۳۸۲)
- شهر زیبا (فیلم) (۱۳۸۲)
- آوازهای سرزمین مادری ام (۱۳۸۱)
- رقص در غبار (۱۳۸۱)
- زمانه (۱۳۸۰)
- عروس رومشکان (۱۳۸۰)
- آخر بازی (۱۳۷۹)
- شوخی (۱۳۷۸)
- عشق شیشه ای (۱۳۷۸)
- شهر زنان (۱۳۷۷)
- براده‌های خورشید
- سفر (۱۳۷۳)
- سپیدیال (۱۳۷۲)
- صبح روز بعد (۱۳۷۱)
- دندان طلا (۱۳۷۰)
- زندگی و دیگر هیچ (۱۳۷۰)
- شرم (۱۳۷۰)
- کلوزآپ (فیلم) (۱۳۶۸)
- سفر عشق (۱۳۶۷)
- با من از فردا بگو (۱۳۶۶)
- اجاره نشین‌ها (۱۳۶۵)
- باشو غریبه کوچک (۱۳۶۵)
- خانه دوست کجاست؟ (۱۳۶۵)
- بهار (۱۳۶۴)
- مادر (فیلم ۱۳۶۳)

## صدابردار صحنه
- شوخی (فیلم) (۱۳۷۸)
- صنم (فیلم) (۱۳۷۸)
- بودن یا نبودن (۱۳۷۷)
- زشت و زیبا (۱۳۷۷)
- خمره (۱۳۷۰)
- زندگی و دیگر هیچ (۱۳۷۰)
- زیر بامهای شهر (۱۳۶۸)

## میکس
- دره هزار فانوس (۱۳۷۲)
- سپیدیال (۱۳۷۲)
- صبح روز بعد (۱۳۷۱)
- دندان طلا (۱۳۷۰)
- زندگی و دیگر هیچ (۱۳۷۰)
- شرم (۱۳۷۰)
- کلوزآپ (۱۳۶۸)
- هامون (فیلم) (۱۳۶۸)
- سفر عشق (۱۳۶۷)
- با من از فردا بگو (۱۳۶۶)
- اجاره‌نشین‌ها (۱۳۶۵)
- باشو غریبه کوچک (۱۳۶۵)
- خانه دوست کجاست؟ (۱۳۶۵)
- گال (۱۳۶۵)
- بهار (۱۳۶۴)
- عیاران و طراران (۱۳۶۴)
- مادر (۱۳۶۳)